# Раду Негру (Арђеш)
Раду Негру (рум. Radu Negru) насеље је у Румунији у округу Арђеш у општини Калинешти. Oпштина се налази на надморској висини од 295 m.

## Становништво
Према подацима из 2002. године у насељу је живело 629 становника, од којих су сви румунске националности.